# Politikåret 1911

## Händelser
- 9 januari - Landsföreningen för kvinnans politiska rösträtt uppvaktar den svenske statsministern Arvid Lindman.
- Januari - Den sista enligt 1866 års riksdagsordning valda svenska riksdagen sammanträder.
- 18 mars - Sveriges riksdag beslutar om strafflindring för barnamord.
- 30 mars - Giovanni Giolitti efterträder Luigi Luzzatti som Italiens konseljpresident.[1]
- April - Frankrike intensifierar kontrollen över Marocko och skickar fler trupper, bland annat till staden Fez där oroligheter brutit ut. Som styrkedemonstration skickar Tyskland kanonbåten Panther till Agadir för att bevaka tyska intressen i landet.
- 16 maj - Sveriges Riksdag anslår medel till byggandet av en ny pansarbåt.
- Juni - Den internationella rösträttskongressen i Stockholm (1911).
- 28 september - Italien förklarar Osmanska riket krig. Italien är intresserad av att annektera Libyen som sedan 1835 står under osmansk kontroll. Tripoliskriget bryter ut, men året därpå avträder Osmanska riket området till Italien.
- 7 oktober - Arvid Lindman avgår som svensk statsminister och efterträds av Karl Staaff.[2] I hans regering besätts de två krigsministerpostern av civila för första gången. Karl Staaffs krav på upplösning av Första kammaren för nyval bifalls av kungen, Gustaf V.
- 10 oktober - Revolution bryter ut i Kina. Landets centralkommitté står helt oförberedd och det dröjer inte länge innan den kollapsat. Senare samma år störtas kejsardömet och republik utropas med den från utlandet hemkomne revolutionsledaren Sun Yat-sen som landets förste president.
- 10 oktober - Robert Borden efterträder Wilfrid Laurier som Kanadas premiärminister.[3]
- 17 november - En svensk nykterhetskommitté tillsätts med uppdrag att utreda frågan om rusdrycksförbud.
- 1 december - En svensk försvarsberedning tillsätts. Karl Staaff motsätter sig en ökning av försvarsutgifterna och förlängning av övningstiden, mot högerns och kungens vilja.
- 15 december - Den svenska regeringen inställer tills vidare byggandet av den av Sveriges riksdag beviljade pansarbåten.

## Val och folkomröstningar
- 10 september - Val till Andra kammaren i Sverige hålls för första gången efter de nya reglerna. Allmänna valmansförbundet (högern) går starkt bakåt, medan socialdemokraterna går starkt framåt. Karl Staaff får i uppdrag att bilda ny regering då socialdemokraterna och liberalerna får majoritet i Andra kammaren.

## Organisationshändelser
- Okänt datum – Azerbajdzjans äldsta politiska parti Musavat bildas.

## Födda
- 16 januari – Eduardo Frei Montalva, Chiles president 1964–1970.
- 6 februari – Ronald Reagan, USA:s president 1981–1989.
- 12 februari – Antonio Guzmán Fernández, Dominikanska republikens president 1978–1982.
- 12 mars – Gustavo Díaz Ordaz, Mexikos president 1964–1970.
- 5 juli – Georges Pompidou, Frankrikes president 1969–1974.
- 22 juli – José María Lemus, El Salvadors president 1956–1960.

## Avlidna
- 10 november – Christian Lundeberg, Sveriges statsminister 1905.

### Fotnoter
1. ↑  ”Italy” (på engelska). World Statesmen. http://www.worldstatesmen.org/Italy.htm. Läst 31 juli 2015.
2. ↑  ”Sweden” (på engelska). World Statesmen. http://www.worldstatesmen.org/Sweden.html. Läst 7 november 2012.
3. ↑  ”Canada” (på engelska). World Statesmen. http://www.worldstatesmen.org/Canada.html. Läst 1 augusti 2015.